# Mario Pašalić
Mario Pašalić (hr[mâːrio paʃǎliːtɕ]; n. 9 februarie 1995) este un fotbalist profesionist croat care joacă pe postul de mijlocaș central în Serie A pentru Atalanta și pentru echipa națională a Croației.
El și-a început cariera la Hajduk Split, după care a fost cumpărat de  Chelsea pentru 3 milioane de lire sterline în 2014. Chelsea l-a împrumutat apoi la Elche, Monaco, Milano, Spartak Moscova și apoi Atalanta.
Pašalić și-a făcut debutul pentru naționala Croației în 2014.

## Cariera pe echipe

### Hajduk Split
Născut în Mainz, Germania, Pašalić s-a mutat în Croația la o vârstă fragedă și a început să joace fotbal la clubul județean NK GOŠK Kaštel Gomilica înainte de a se alătura Academiei de tineret a lui Hajduk Split în 2006. Internaționalul de tineret a obținut mai multe șanse în sezonul 2011-2012, marcând 17 goluri pentru echipa sub 17 ani, în ciuda faptului că juca pe postul de mijlocaș, și a marcat golul victoriei pentru formația sub 19 ani care a câștigat meciul împotriva lui Hrvatski Dragovoljac cu 3-2, în urma căruia echipa sa avea să câștige turneul.
În timpul perioadei de dinaintea sezonului, Pašalić a fost diagnosticat cu o infecție cu stafilococ, care l-a ținut pe tușă pentru tot turul sezonului 2012-2013. A jucat primul său meci ca profesionist pe 14 aprilie 2013, înlocuindu-l pe Ivan Vuković în minutul 90 al partidei câștigate cu 2-1 împotriva lui Cibalia.
În vara anului 2013, Pašalić a semnat un contract de profesionist pe patru ani cu Hajduk și a continuat să joace în 36 de meciuri de campionat în toate competițiile în timpul sezonului 2013-2014, marcând 11 goluri și dând cinci pase de gol. La 14 septembrie 2013, a marcat două goluri într-o victorie în derby, 2-0 împotriva Dinamo Zagreb și a repetat aceeași performanță pe 8 februarie anul viitor, într-o victorie cu 2-1 obținută în fața rivalei RNK Split.

### Chelsea
La 9 iulie 2014, Chelsea a anunțat transferul lui Pašalić pentru suma de 3 milioane de lire sterline. La semnare, Pašalić a declarat: „Sunt foarte fericit pentru că acum sunt jucătorul lui Chelsea”.

#### Împrumutul la Elche
La 22 iulie 2014, Pašalić a fost împrumutat la Elche pentru un sezon El și-a făcut debutul în La Liga pe 25 august, începând meciul din postura de titular și fiind rezervă într-un meci pierdut cu scorul de 0-3 în deplasare împotriva Barcelonei. La 12 aprilie 2015, Pašalić a marcat primul său gol în La Liga, înscriind ultimul gol al partidei cu Córdoba, scor 2-0. La 29 aprilie 2015, Pašalić a obținut o victorie cu 4-0 cu Deportivo de La Coruña. La 3 mai 2015, a marcat un gol pe final de meci, care s-a dovedit a fi câștigător, cu Elche învingând-o pe Málaga cu 2-1.

#### Împrumutul la Monaco
La 3 iulie 2015, s-a anunțat faptul că Pašalić va juca în sezonul 2015-2016 la Monaco, care l-a luat sub formă de împrumut. Atacantul Radamel Falcao a fost împrumutat la Chelsea la schimb. În timpul unui interviu despre împrumutul la Monaco, Pašalić a declarat că nu și-a mai dorit să rămână la Chelsea în acel sezon și că „trebuie să se perfecționeze, să crească și apoi să spere să primească șanse la Chelsea”.
Pe 28 iulie, Pašalić și-a făcut debutul pentru Monaco într-o victorie de 3-1 împotriva echipei elvețiene Young Boys în cadrul celei de-a treia runde de calificări a Ligii Campionilor UEFA, în care a marcat golul final de 3-1. Pe 8 august, Pašalić și-a făcut debutul în Ligue 1 după ce a jucat 25 minute într-o victorie scor 2-1 cu Nisa. Pe 19 august, Pašalić a marcat împotriva Valenciei, dar nu a fost suficient pentru a o  împiedica pe Monaco să piardă cu 3-1 în prima etapă a play-off-ului din Liga Campionilor. În Cupa Franței 2015-2016, Pašalić a marcat de două ori în două meciuri.

#### Împrumutul la Milan
La 27 august 2016, Pašalić a fost împrumutat în Serie A, la AC Milan, pentru un sezon. La o lună după ce l-a adus la echipă, au existat știri care afirmau că Milan dorea să reducă împrumutul, iar Pašalić să se întoarcă la Chelsea în ianuarie. El și-a făcut debutul la echipa italiană intrând de pe banca de rezerve pe 30 octombrie 2016 într-o victorie scor 1-0 împotriva lui Pescara. În următorul meci, Pašalić a fost pentru prima dată titular în victoria de acasă, 2-1 împotriva lui Palermo. Pašalić a marcat primul său gol pentru Milan într-o victorie acasă cu 2-1 împotriva lui Crotone.
Pašalić a transformat penaltiul decisiv în Supercoppa Italiana împotriva lui Juventus din 2016, aducând Milanului primul său trofeu major din 2011, după ce meciul s-a terminat în timpul regulamentar la egalitate, scor 1-1 (4-5 la penaltiuri). La 8 februarie 2017, Pašalić a marcat un gol de trei puncte în minutul 89 împotriva Bolognei în victoria cu 1-0 din deplasare. Pe 2 aprilie, Pašalić a marcat golul egalizator, în meciul încheiat la scorul de 1-1 în deplasare cu Pescara.

#### Împrumutul la Spartak Moscova
La 2 august 2017, Pašalić a semnat un nou contract pe patru ani cu Chelsea și a fost împrumutat la Spartak Moscova pentru sezonul 2017-2018.

#### Împrumutul la Atalanta
La 25 iulie 2018, Pašalić a fost de acord să fie împrumutat la echipa italiană Atalanta pentru un sezon cu o opțiune de cumpărare la sfârșitul împrumutului.

## Cariera la națională
La 14 mai 2014, Pašalić a fost în lotul lărgit alcătuit de selecționerul croat Niko Kovač în vederea Campionatului Mondial din 2014. Pašalić nu a fost inclus și în lotul definitiv. El a debutat pentru Croația, la 4 septembrie 2014, când l-a înlocuit pe Mario Mandžukić într-o victorie dintr-un meci amical de pe teren propriu cu Ciprul.
În luna mai a anului 2018 a fost numit în lotul de 32 de jucători ai Croației pentru Campionatul Mondial din 2018 din Rusia, dar nu a făcut parte din lotul final.

## Statistici privind cariera
Până pe 15 mai 2019.
| Club                       | Sezon         | Campionat       | Campionat | Campionat | Cupă națională | Cupă națională | Cupa Ligii | Cupa Ligii | Europa  | Europa | Altele  | Altele | Total   | Total  |
| Club                       | Sezon         | Divizie         | Meciuri   | Goluri    | Meciuri        | Goluri         | Meciuri    | Goluri     | Meciuri | Goluri | Meciuri | Goluri | Meciuri | Goluri |
| -------------------------- | ------------- | --------------- | --------- | --------- | -------------- | -------------- | ---------- | ---------- | ------- | ------ | ------- | ------ | ------- | ------ |
| Hajduk Split               | 2012–2013     | Prva HNL        | 2         | 0         | 0              | 0              | —          | —          | 0       | 0      | —       | —      | 2       | 0      |
| Hajduk Split               | 2013–2014     | Prva HNL        | 30        | 11        | 3              | 0              | —          | —          | 3       | 0      | 1       | 0      | 37      | 11     |
| Hajduk Split               | Total         | Total           | 32        | 11        | 3              | 0              | —          | —          | 3       | 0      | 1       | 0      | 39      | 11     |
| Chelsea                    | 2014–2015     | Premier League  | 0         | 0         | 0              | 0              | 0          | 0          | 0       | 0      | —       | —      | 0       | 0      |
| Elche (împrumut)           | 2014–2015     | La Liga         | 31        | 3         | 4              | 0              | —          | —          | —       | —      | —       | —      | 35      | 3      |
| Monaco (împrumut)          | 2015–2016     | Ligue 1         | 16        | 3         | 3              | 2              | 1          | 0          | 9       | 2      | —       | —      | 29      | 7      |
| Milan (împrumut)           | 2016–2017     | Serie A         | 24        | 5         | 2              | 0              | —          | —          | —       | —      | 1       | 0      | 27      | 5      |
| Spartak Moscova (împrumut) | 2017–2018     | Prima Ligă Rusă | 21        | 4         | 4              | 1              | —          | —          | 7       | 0      | —       | —      | 32      | 5      |
| Atalanta (împrumut)        | 2018–2019     | Serie A         | 31        | 4         | 5              | 2              | —          | —          | 4       | 1      | —       | —      | 40      | 7      |
| Total carieră              | Total carieră | Total carieră   | 155       | 30        | 21             | 5              | 1          | 0          | 23      | 3      | 2       | 0      | 202     | 38     |

1. 1 2  Meciuri în UEFA Europa League
2. ↑  Appearance in Croatian Super Cup
3. ↑  Appearance in Coupe de la Ligue
4. ↑  Patru meciuri and două goluri în Liga Campionilor UEFA, cinci meciuri in UEFA Europa League
5. ↑  Appearance in Supercoppa Italiana
6. ↑  Șase meciuri in UEFA Champions League, un meci în UEFA Europa League

## Titluri
Ref:

### Club
- Campionatul Croației U-19 : 2012

AC Milan
- Supercoppa Italiana: 2016

Atalanta
- Coppa Italia: finalist 2018-2019[40]

### Individual
- Fotbal Oscar: Echipa Prva HNL a anului 2014